# Concordia (nome)
Concordia  è un nome proprio di persona italiano femminile.

## Varianti
- Maschile: Concordio[1][2][3][4]

### Varianti in altre lingue
- Basco: Kongorde[5]
- Catalano: Concórdia[5]
- Inglese: Concordia[6], Concord[6]
- Latino: Concordia[1][4][7]
  - Maschili: Concordius[1][4]
- Spagnolo: Concordio[5]

## Origine e diffusione
Riprende un gentilizio latino tratto dal termine concordia che, esattamente come in italiano, significa "armonia", "unione", "pace"; etimologicamente, concordia deriva da cum ("con") e cor, cordis ("cuore"), ad indicare proprio l'unione simbolica dei cuori. Il nome condivide il suo significato con molti altri, fra cui Armonia, Frida, Irene, Salomè, Shanti, Mira e Pace.
Il nome era portato da Concordia, la dea romana della pace e della concordia, a cui è dedicato l'asteroide 58 Concordia. Venne inoltre portato da alcuni santi e sante, il cui culto ne ha aiutato la diffusione.

## Onomastico
L'onomastico si festeggia il 13 agosto in ricordo di santa Concordia, nutrice di sant'Ippolito, martire a Roma sotto Valeriano. La forma maschile venne portata invece da diversi altri santi, ricordati alle date seguenti:
- 1º gennaio, san Concordio, diacono, martire a Spoleto sotto Marco Aurelio[3][10]
- 1º gennaio, san Concordio, monaco a Lerino e poi vescovo di Arles[10]
- 1º gennaio, san Concordio, martire a Tivoli sotto Marco Aurelio[10]
- 1º luglio, san Concordio, arcivescovo di Toledo[10]
- 2 settembre, san Concordio, martire a Nicomedia sotto Diocleziano[3][10]
- 16 dicembre, san Concordio, martire a Ravenna[3][10]

## Persone
- Celia Concordia, ultima delle vergini vestali